# アマゾン (プロレスラー)
アマゾン aka Ayesha Raymond （Amazon）は、イギリスの女子プロレスラー。ロンドン出身。日本ではSEAdLINNNG所属。ニックネームはザ・フィーメル・プレデター（The Female Predator）。

## 経歴
2008年デビュー。以来、フリーランスとしてプロレスリングEVEやNWA UKハンマーロックなどイギリス国内を中心に活動する。
2013年3月、スターダムに木村モンスター軍の一員として初来日。3日の新木場大会にて6人タッグで奈苗軍団と対戦して須佐えりからフォールを奪う。
2度目の来日は10月、ヨーロッパではライバル関係にあるアルファ・フィーメルと組み、タッグトーナメント「GODDESSES OF STARDOM」にエントリー。その間には後楽園ホールで木村響子も加わってアーティスト・オブ・スターダム王座を奪取、タッグトーナメントでは決勝まで進み、木村&安川惡斗組と対戦するが準優勝に終わる。スターダムの他に仙女、WRESTLE-1にも参戦。
2022年５月9日、日本の団体SEAdLINNNG入団を発表。

## 得意技
- Suicide Dive[1]
- Tree Slam[1]

## 獲得タイトル
- SWF女子王座
- PWF女子タッグチーム王座
- アーティスト・オブ・スターダム王座